# Friedrich Ast
Georg Anton Friedrich Ast, född 29 december 1778 i Gotha, död 31 december 1841 i München, var en tysk filolog och filosof.
Ast, som var professor vid Münchens universitet, var schellingian och Platonforskare. Han utgav Lexicon platonicum (3 band 1835-1838). Bekant är även Asts upplaga av Platons skrifter (1819–1832) med latinsk översättning och rikhaltiga kommentarer. Lorenzo Hammarsköld översatte 1810 hans "Öfversigt af poesiens historia" till svenska. 